# Хидемаса Морита
Хидемаса Морита (на японски: 守田 英正‎, роден на 10 май 1995 г. в Такацуки, Япония) е японски футболист, полузащитник, състезател на португалския Спортинг Лисабон и Националния отбор на Япония.

## Успехи
Кавазаки Фронтале (Осака)
- Джей лига
  - Шампион (2): 2018, 2020
- Купа на Императра
  - Носител (1): 2020
- Купа на Джей лигата
  - Носител (1): 2019
- Суперкупа на Япония
  - Носител (1): 2019

- В най-добрите единайсет на Джей лигата: 2020